# Luis Felipe Sánchez Aponte
Luis Felipe Sánchez Aponte (Samacá, Boiacá, 11 de maio de 1947) é um clérigo católico romano colombiano e bispo emérito de Chiquinquira.

## Educação
Luis Felipe Sánchez Aponte frequentou cursos de filosofia e teologia no Seminário Maior de Tunja. Obteve a Licenciatura em Psicologia da Educação e Filosofia pela Universidade Pedagógica e Tecnológica da Colômbia; Licenciatura em Psicologia do Desenvolvimento Humano pela Universidade Columbia, em Nova Iorque; Especialização em Ética e Pedagogia pela Fundação Universitária Juan de Castellanos, em Tunja, e o título de Mestre em Teologia pela Pontifícia Universidade Javeriana, em Bogotá. Além disso, Monsenhor Sánchez realizou estudos de atualização em Pastoral Universitária no Instituto Teológico Pastoral do CELAM, em Bogotá, Direito Canônico na Universidade Fortham, em Nova Iorque, Teologia Moral na Universidade de La Sabana, em Bogotá, e Bioética na Pontifícia Universidade Javeriana, em Bogotá.

## Sacerdócio
Sánchez foi ordenado sacerdote em 28 de setembro de 1973, por Monsenhor Augusto Trujillo Arango para a Arquidiocese de Tunja, até a criação da Diocese de Garagoa, quando foi incardinado nesta nova jurisdição eclesiástica.
Posteriormente, ocupou os seguintes cargos: Vigário Paroquial de Sutatenza, Pároco de Rondón, Capelão do Hospital de Santo Antônio de Garagoa, Delegado Diocesano para a Catequese, Movimentos Apostólicos e Pastoral Familiar, Chanceler Diocesano e Notário, Vigário para a Pastoral da Diocese, Vigário Geral, Administrador Diocesano de Garagoa, Reitor da Fundação Universitária Juan de Castellanos de Tunja e, por fim, Vigário Geral da diocese e Diretor do Instituto Diocesano de Pastoral Ministerial.

## Episcopado
O Papa João Paulo II o nomeou em 11 de fevereiro de 2004 como Bispo de Chiquinquirá. Recebeu o episcopado pelo Núncio Apostólico na Colômbia, Arcebispo Beniamino Stella, em 22 de abril daquele ano, na Catedral de Garagoa; os principais co-consagradores foram Luis Augusto Castro Quiroga IMC, Arcebispo de Tunja, e José Vicente Huertas Vargas, Bispo de Garagoa. Tomou posse canônica da Diocese de Chiquinquirá em 5 de maio de 2004.
O Papa Leão XIV aceitou sua renúncia em 6 de junho de 2025, aos 78 anos.